# Булхед (Јужна Дакота)
Булхед (енгл. Bullhead) насељено је место без административног статуса у америчкој савезној држави Јужна Дакота.

## Демографија
По попису из 2010. године број становника је 348, што је 40 (13,0%) становника више него 2000. године.
| Група             | 2000.     | 2010.    |
| Белци             | 11 (3,6%) | 1 (0,3%) |
| Афроамериканци    | 0 (0,0%)  | 0 (0,0%) |
| Азијати           | 0 (0,0%)  | 0 (0,0%) |
| Хиспаноамериканци | 10 (3,2%) | 7 (2,0%) |
| Укупно            | 308       | 348      |